# Anomala juquilensis
Anomala juquilensis är en skalbaggsart som beskrevs av Ohaus 1897. Anomala juquilensis ingår i släktet Anomala och familjen Rutelidae. Inga underarter finns listade i Catalogue of Life.